# Shoal Cove East
Shoal Cove East is een gemeentevrij gehucht in de Canadese provincie Newfoundland en Labrador. De plaats bevindt zich aan de noordwestkust van het eiland Newfoundland.

## Toponymie
De plaats is vernoemd naar Shoal Cove, het inhammetje waaraan de plaats gevestigd is. Het dorp heeft het achtervoegsel "East" gekregen om het onderscheid te maken met Shoal Cove West, een dorp 45 km naar het zuidwesten toe.

## Geografie
Shoal Cove East ligt in het uiterste noordwesten van het Great Northern Peninsula, het meest noordelijke gedeelte van Newfoundland. De plaats ligt nabij het smalste punt van de Straat van Belle Isle, op slechts 18 km van Point Amour (Labrador). Shoal Cove East ligt langs Route 430, ten noordoosten van Sandy Cove en ten zuidwesten van Pines Cove.

## Demografie
| Jaar | Aantal inwoners | Verschil |
| ---- | --------------- | -------- |
| 1991 | 36              | –        |
| 1996 | 33              | -8,3%    |
| 2001 | 29              | -12,1%   |

Vanaf de volkstelling van 2006 worden er niet langer aparte censusdata voor Shoal Cove East bijgehouden. Sindsdien valt de plaats onder de designated place (DPL) Savage Cove-Sandy Cove-Shoal Cove East.

## Flora

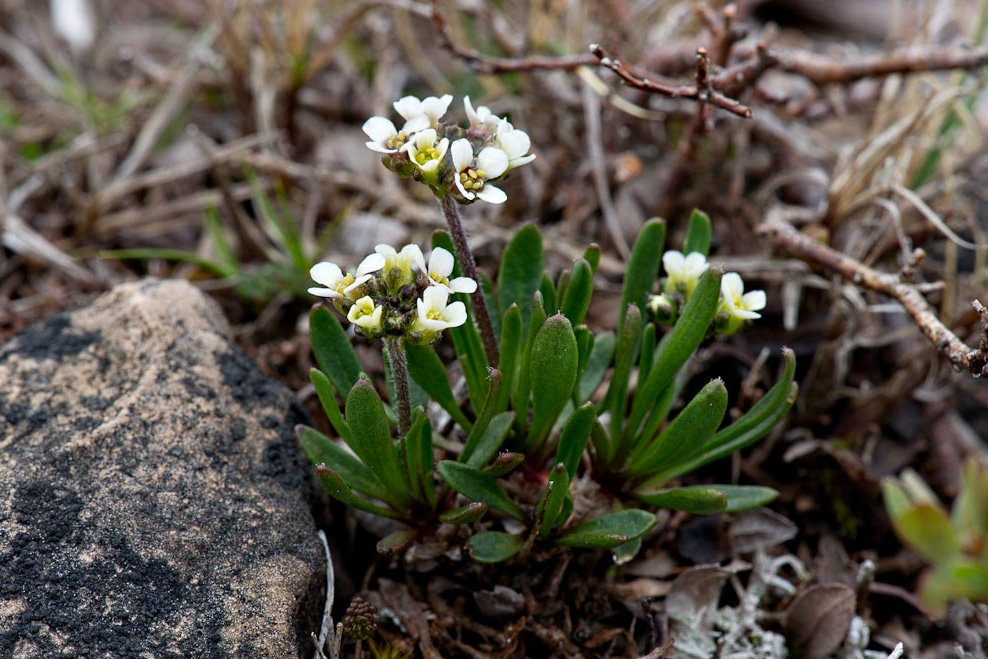
Shoal Cove East is een van slechts vier dorpen ter wereld waar Braya longii voorkomt.

Aan de rand van het plaatsje groeit een van slechts zes populaties van Braya longii. Deze zeldzame en bedreigde kruidachtige plant komt uitsluitend voor aan de noordwestkust van het Great Northern Peninsula. Drie van de vijf andere populaties van de plant komen voor bij het aangrenzende dorp Sandy Cove.